# 府州城
39°01′50″N 111°04′50″E / 39.03056°N 111.08056°E
府州城位于中国陕西省府谷县府谷镇东部，1996年被列为第四批全国重点文物保护单位。
唐武德年间设府谷镇，天祐七年（910年）升镇为县，次年设府州。府州城建于黄河边的小山岗上，城墙依山势而建，大致呈靴状，周长2320米，共有四个大门和两个小门，城门上均有城楼（今已毁），其中大南门和小西门外建有瓮城。城内有文庙、城隍庙、文昌阁、关帝庙、上帝庙、荣河书院、千佛洞、娘娘庙、悬空寺等建筑。除城墙建于五代和宋代外，其余均为明清建筑。